# Copidognathides ampliatus
Copidognathides ampliatus is een mijtensoort uit de familie van de Halacaridae. De wetenschappelijke naam van de soort is voor het eerst geldig gepubliceerd in 1999 door Bartsch.